# Dischista lerui
Dischista lerui är en skalbaggsart som beskrevs av Franz Antoine 2004. Dischista lerui ingår i släktet Dischista och familjen Cetoniidae. Inga underarter finns listade i Catalogue of Life.